# غيزا (ابن غيزا الثاني)
غيزا (1150 - بعد 1191)؛ هو أمير مجري، والابن الأصغر لـ غيزا الثاني ملك المجر، وشقيق الملكان إسطفان الثالث وبيلا الثالث، كان مدعيًا للعرش المجري ضد شقيقه بيلا الثالث بحيث دعمته والدته يوفروسين الكييفية، ولكنه سُجن منذ 1177 حتى 1189، ارتحل نحو الأراضي المقدسة خلال الحملة الصليبية الثالثة مع جيش قوامه 2000 محارب مجري.
ادعت أسرة كروي أنها من نسل الأمير مارك أحد أحفاده الذي قيل أنه استقر في فرنسا، أصبحت الأسرة لاحقاً في عهد دوقات البرغونية          وهابسبورغ واحدة من أهم الأسر، ولها سياسات معقدة في النمسا والإمبراطورية الرومانية المقدسة والبلدان المنخفضة وفرنسا وإسبانيا.

## السيرة الذاتية
غيزا هو الابن الثالث لوالديه، بعد وفاة والده في 1162 اندلعت عدة نزاعات حول الخلافة بين شقيقه إسطفان الثالث وعمّيه لازلو الثاني وإسطفان الرابع الذين كانوا مدعومين من قبل البيزنطيين، ومع ذلك استطاع شقيقه إسطفان هزيمتهما في 1163 واستعادة السيطرة على المملكة بأكملها.
في عهد شقيقه إسطفان استمرت الحروب ضد الإمبراطورية البيزنطية، بحيث تنازع الإمبراطور البيزنطي مانويل الأول كومنينوس سابقًا مع والده غيزا الثاني في مناسبات عديدة، لأنه كان مصممًا على توسيع نفوذه على المجر، فوالدة مانويل الأول كانت القديسة بيروسكا ابنة القديس لازلو الأول ملك المجر، وبذلك كان مهتمًا دائما بالشؤون الداخلية للمجر، اتفق مانويل الأول وإسطفان الثالث في النهاية على الصلح تم توقيعه عام 1163، والتي كان من المقرر فيها إرسال شقيقه الثاني بيلا إلى القسطنطينية كضمان وإدارة ممتلكاته من هُناك، خلال فترة حكم إسطفان الثالث أبقى والدته يوفروسين وشقيقه الأصغر الأمير غيزا في بلاطه.
في 1172 توفي إسطفان دون ورثة، وبذلك تم استدعاء شقيقه الأكبر بيلا من القسطنطينية لتولي العرش وإحباط أي مؤامرة تحاك في الخفاء، وفي غضون بضعة أشهر توج الملك الجديد بيلا الثالث في 13 يناير 1173، ولكنه واجه معارضة من والدته الملكة الأرملة وشقيقه الأمير غيزا الذين بدأ في التآمر ضده للحصول على تاج المجر، وكما أيد لوكاس رئيس أساقفة إزترغوم الذي رفض أداء التتويج تطلعات الأمير غيزا لأنه أراد مواصلة سياسة سلفه إسطفان الثالث المناهضة للبيزنطيين والمؤيدة للبابوية، وعلى الرغم من أن مطالبة بيلا الثالث كانت مدعومة من الإمبراطورية البيزنطية وكذلك من قبل البابا ألكسندر الثالث أيضا، ومن المعقول أن غيزا وأنصاره المحليين طلبوا المساعدة من الإمبراطورية الرومانية المقدسة المنافسة في مطلع عامي 1172 و1173 لكن الإمبراطور فريدرش الأول كان منخرطا بالكامل في حملاته الإيطالية والبولندية خلال ذلك الوقت، بعد محاولتين فاشلتين من قبل غيزا، أمر بيلا الثالث عام 1174 باعتقاله، خلال هذه الفترة قام بسجن والدته، ولكن الأمير غيزا مع العديد من أنصاره هربوا من الأسر وفروا نحو بلاط هنري الثاني دوق النمسا عام 1174 أو 1175 لطلب الحماية، وعندما رفض هنري تسليم غيزا، شن بيلا غارات نهب على النمسا مع سوبيسلاف الثاني دوق بوهيميا، بعد عام حاول الأمير غيزا إقناع سوبيسلاف الثاني بمساعدته على مقابلة الإمبراطور فريدرش، ولكن سوبسلاف قبض على غيزا وسلمه إلى حليفه بيلا عام 1177.
قام بيلا مرة أخرى بسجن شقيقه، وكذلك وضع والدتهما يوفروسين في الحبس، ظل الأمير غيزا في السجن منذ 1177 حتى 1189، تم إطلاق سراح يوفروسين في عام 1186 ولكنها اضطرت إلى مغادرة المملكة نحو القسطنطينية، بينما ظل الأمير غيزا في الأسر، وصلت الحرية له في عام 1189 أثناء الاستعدادات للحملة الصليبية الثالثة، في ذلك العام وصل فريدرش بربروسا إلى المجر واستقبله الملك بيلا الثالث، علم الإمبراطور بحبس الأمير من خلال زوجة بيلا الثانية مارغريت الفرنسية، وطلب الإمبراطور من بيلا الثالث السماح لغيزا المسجون بقيادة جيش مجري صغير ومرافقته إلى الحملة الصليبية، وافق بيلا الثالث بذلك وغادر غيزا مع 2000 جندي مجري المتوجه إلى الأراضي المقدسة.
لاحقا أمر بيلا الثالث بالرجوع الجيش إلى المجر وخاصة بعد تورط الإمبراطور فريدرش بربروسا مع صهره الإمبراطور البيزنطي إسحاق أنجيلوس، على الرغم من الرجوع الغالبية، إلا أن غيزا بقى مع الإمبراطور بربروسا وشارك معه في المعارك والحصارات، حتى أنه استقر في الإمبراطورية البيزنطية بعد غرق الإمبراطور فريدرش بربروسا، ويقال أنه تزوج الأميرة من العائلة الحاكمة البيزنطية بين عامي 1190 أو 1191، اتخذ اسم إيوانيس (يوحنا).
بين عامي 1208 و1209 تم عرض التاج المجري على ابنه ألكسيوس من قبل اللوردات المجريين الساخطين على حكم ابن عمه أندراس الثاني، ولكن تم أحبط المؤامرة في 1210، يُقال بعد سنوات عندما قرر أندراس الثاني الرجوع إلى المجر بعد العناء في الحملة الصليبية الخامسة أوائل 1218 هاجمت عليه قوة من أبنائه التي كانت متركزة في نيقية.